# Сеща (аэродром)
Сеща — военный аэродром в Брянской области, расположенный вблизи посёлка Сеща.

## История
Строительство аэродрома для тяжёлой авиации было начато в 1931 году под руководством начальника строительства Аугуста Дусье, латыша, большевика с дореволюционным стажем).
С 1932 года на аэродроме базировалась 9-я тяжелобомбардировочная бригада (командир А. Я. Циэмгал (Цемгал) , комиссар Лосев Мендель Абрамович (с 1935 года), начальник штаба Шкурин Яков Степанович), к 1936 году укомплектованная крупнейшими довоенными бомбардировщиками ТБ-3Р. Полностью бригада называлась «9-я бригада имени 10-го Всесоюзного съезда Ленинского комсомола», пять входивших в неё эскадрилий носили имена Ворошилова, Кагановича, Кирова, Постышева и Косарева. С 1940 года на аэродроме размещалось управление 47-й смешанной авиационной дивизии и перебазирован 140-й скоростной бомбардировочный авиационный полк, вошедший в состав дивизии.
140-й скоростной бомбардировочный авиационный полк получил новые самолёты СБ и переучивался на них в течение года. В начале 1941 года полк получил Пе-2 и начал переучивание. Боевые действия в Великой Отечественной войне полк начал в составе 47-й смешанной авиадивизии с 23 июня 1941 года на западном направлении, в Белоруссии и Смоленской области.
В годы немецкой оккупации во время Великой Отечественной войны на Сещинском аэродроме действовало интернациональное подполье, о героях которого в 1964 году был снят четырёхсерийный художественный фильм «Вызываем огонь на себя». Благодаря деятельности подпольщиков аэродром был разрушен бомбовым ударом советской авиации осенью 1943 года..
Аэродром имеет своеобразную форму: рулёжные дорожки построены по окружности диаметром около 2000 м. По состоянию на лето 1943 года аэродром имел две бетонные взлётно-посадочные полосы длиной 1670 и 820 м.
На аэродроме базируется 566-й военно-транспортный авиационный Солнечногорский Краснознаменный ордена Кутузова полк. На вооружении полка состоят самолёты Ан-124. Также на аэродроме базируется принадлежащая Министерству Обороны ОАО «Государственная авиакомпания „224 лётный отряд“», эксплуатирующая Ил-76 и самолёты 566-го военно-транспортного авиаполка.
В воздушной части Парада на Красной площади 9 мая регулярно принимают участие самолёты Ан-124-100 с аэродрома Сеща.
Примерно за месяц до начала вторжения России на Украину на аэродроме стали появляться бомбардировщики и истребители (ранее на нём замечали в основном транспортные самолёты). Они могли использоваться для боёв в северной части Украины. В 2023 году, по данным украинских военных, с аэродрома Сеща запускали на Киев иранские беспилотники-камикадзе.

## Происшествия
- 21 декабря 1976 г. катастрофа самолёта Ан-22, аэродром Сеща, КК майор Ефремов В. А. При выполнении испытательного полёта с целью замера усилий в элементах проводки управления при максимальном отклонении рулей направления самолёт вошёл в глубокое скольжение. Пытаясь не потерять высоту, командир взял штурвал «на себя». Это привело к выходу самолёта на критические углы атаки и его перевороту. Самолёт падал с высоты примерно 6000 м на «спине», разрушаясь в воздухе. Экипаж погиб. Это был очередной этап войсковых испытаний без привлечения лётчиков-испытателей. Экипаж подобрали сборный. Никто не мог предположить, как поведёт себя самолёт. Впоследствии угол отклонения рулей направления ограничили, и лётчикам рекомендовали вообще при разворотах не пользоваться рулями направления, «Антею» вполне хватает элеронов.
- 03 мая 2023 года украинские БПЛА атаковали аэродром. Атаке подвергся 566-й отдельный военно-транспортный авиационный полк воинской части № 41495. В результате атаки небольшие повреждения получил транспортный самолет Ан-124[7].